# Lanová dráha Oldřichovice – Javorový
Sedačková lanová dráha Oldřichovice – Javorový vede z jižního okraje Oldřichovic, místní části města Třince, na hřeben Javorového vrchu. Horní stanice se nachází v nadmořské výšce 886 m n. m. asi půl kilometru východoseverovýchodně od vrcholu Malý Javorový (948 m n. m.), tj. asi 2 kilometry severovýchodně od hlavního vrcholu Javorový (1032 m n. m.). Lanová dráha byla zprovozněna v roce 1957. Současným majitelem a provozovatelem je společnost BYTOSLAN spol. s r.o. V jízdním řádu pro roky 2013–2015 zveřejněném v IDOSu je označena jako součást městské dopravy Třinec, jako linka LD s číslem 866901.

## Historie
Stavba lanovky na Javorový byla zahájena v roce 1955. Samotnou dráhu vyrobil národní podnik Transporta Chrudim na přelomu let 1954 a 1955. Původně měla být dodána do Sarajeva, ale vzhledem k tomu, že ji zákazník nepřevzal, bylo pro lanovku určeno nové působiště – Javorový u Oldřichovic u Třince. Jednalo se o první poválečnou lanovou dráhu vlastní chrudimské konstrukce, neboť předchozí byly vyráběny v licenci firmy Von Roll. Byla použita jednoduchá konstrukce neodpojitelných jednomístných sedaček, kterou Transporta vyráběla bez jakékoliv modernizace až do začátku 80. let 20. století.
Zahájení provozu lanové dráhy se konalo 7. července 1957. Dráhu od začátku provozovaly ČSD, které se jí ještě v roce 1957 snažily odprodejem zbavit. Protože ale nenašly kupce, dráha v jejich majetku zůstala až do roku 1996, kdy byla zprivatizována. Za tu dobu byla provedena jediná částečná rekonstrukce: v roce 1985 byla modernizována elektrická část dráhy.
1. června 1996 dráhu získala do majetku firma BYTOSLAN spol. s r.o., která ji provozuje doposud. V roce 1997 byly vyměněny sedačky a kladkové baterie. V roce 2008 proběhla po 18 letech výměna dopravního lana.
V roce 2004 se objevily zprávy o stavbě nové lanovky, která by v mírně odlišné a prodloužené trase nahradila do dvou let tu současnou. Někteří majitelé pozemků se ale nedohodli s městem o odkupu svých pozemků, projekt tak byl odložen. V létě 2007 nabídla společnost BYTOSLAN spol. s r.o. lanovou dráhu k prodeji za 10 milionů korun.

## Technické parametry
Jedná se o osobní visutou jednolanovou dráhu oběžného systému s pevným uchycením jednomístných sedaček. Lanovka je dlouhá 1310 m, vodorovná délka činí 1280 m a převýšení 424 m. Má dvě stanice: Oldřichovice (462 m n. m.) a Javorový (886 m n. m.). Dopravní rychlost je 2,25 m/s (původně 2 m/s), jízda trvá 9,7 minuty (původně 12 minut), hodinová přepravní kapacita v jednom směru je 364 cestujících (původně 324). Dráha má 120 jednomístných sedaček, 27 podpěr (dvě tlačné, ostatní nosné) a jeden lanový přechod u horní stanice. Lanovku vyrobila Transporta Chrudim.

## Provoz
Lanovka na Javorový je v provozu celoročně. Provoz v letní sezóně 2008 byl zahájen 26. dubna, dráha jezdila denně mezi 8. a 17. hodinou, odjezdy se konaly každou celou hodinu. Později bylo každodenní zahájení provozu posunuto na devátou hodinu. Mimo provoz je lanovka vždy na jaře a na podzim, kdy se konají pravidelné opravy a revize. Jedna jízda v roce 2008 stála 50 Kč, slevy se poskytují např. dětem, existuje i výhodnější zpáteční jízdenka nebo jízdenka na pět jízd. V roce 2017 za 50 Kč mohly jezdit pouze děti do 140 cm. Obyčejné jednosměrné jízdné oproti předchozím létům stouplo na 70 Kč. Stále bylo ovšem možné zakoupit si zvýhodněné zpáteční jízdné nebo více jízd najednou. Za poplatek je možné rovněž vyvézt jízdní kolo (mimo elektrokola) nebo zavazadlo.